# グルコシダーゼ
グルコシダーゼ（glucosidase）は、グリコシダーゼ（glycosidase）のうち、グルコースとのグリコシド結合を加水分解する酵素である。α-グルコシダーゼとβ-グルコシダーゼがある。
グリコシダーゼは、グルコースを含めた糖全般とのグリコシド結合を分解する酵素の総称であり、グルコシダーゼは、グルコースとのグリコシド結合を分解する酵素の個別名である。